# Eugenio Saenz (Teksas)
Eugenio Saenz je naseljeno mjesto za statističke potrebe u američkoj saveznoj državi Teksas. Prema popisu stanovništva iz 2010. u njemu je živjelo 159 stanovnika.